# Saison 1 de Blindspot
Chronologie
Saison 2
Cet article présente les épisodes de la première saison de la série télévisée américaine Blindspot.

## Synopsis
Une femme ayant perdu la mémoire et étant tatouée des pieds à la tête découvre avec le FBI que chacun des tatouages est la clé pour trouver le criminel d'un meurtre.

## Généralités
- Le 9 octobre 2015, NBC annonce la commande de neuf épisodes supplémentaires pour la première saison ce qui la porte à 22 épisodes au total[1].
- Le 3 novembre 2015, NBC commande un épisode supplémentaire[2].
- Au Canada, la série était diffusée à l'automne une heure plus tôt, puis au printemps en simultané, sur le réseau CTV.

### Anagrammes
Les titres de chacun des épisodes sont des anagrammes et, une fois déchiffrés et mis bout à bout, ils énoncent un unique message.
Pour le moment, les anagrammes des épisodes diffusés forment le message suivant :
« Who is Jane Doe ? Taylor Shaw, the missing girl ? Or maybe not. The past will cloud our eyes. Trust no one. Suspect everyone. Lift the curtain and unveil the mastermind. In case of emergency, follow these instructions. Stay where you are. Find a secure line to contact your handler. Find what you need in almost the last place you look. To begin the sequence, focus on time. Then wait for the address to your new safehouse. The final order will be revealed. When it's filed away. ».
« Qui est Jane Doe ? Taylor Shaw, la fille portée disparue ? Ou peut-être pas. Le passé va embuer nos yeux. Ne faites confiance à personne. Suspectez tout le monde. Soulevez le rideau et dévoilez celui qui tire les ficelles. En cas d'urgence, suivez ces instructions. Restez où vous êtes. Trouvez une ligne fiable pour contacter votre responsable. Trouvez ce qu'il vous faut presque au dernier endroit où vous regardez. Pour commencer, privilégie le temps. Ensuite, attend l'adresse de ton nouvel abri. La nouvelle étape sera révélée quand tout sera prêt. »

## Distribution

### Acteurs principaux
- Sullivan Stapleton (VF : Xavier Fagnon) : Kurt Weller
- Jaimie Alexander (VF : Karine Texier) : Jane
- Marianne Jean-Baptiste (VF : Pascale Vital) : Bethany Mayfair
- Rob Brown (VF : Frédéric Kontogom) : Edgar Read
- Audrey Esparza (VF : Marion Valantine) : Tasha Zapata
- Ukweli Roach (en) (VF : Jean-Baptiste Anoumon) : Dr Robert Borden
- Ashley Johnson (VF : Julia Boutteville) : Patterson Leung

### Acteurs récurrents et invités
- Ennis Esmer (VF : Julien Sibre) : Gord Enver, dit Rich Dotcom, génie de l'informatique sans scrupule
- Jordana Spiro (VF : Emmanuelle Rivière) : Sarah Weller, la sœur de Kurt (10 épisodes)
- Jay O. Sanders (VF : Pascal Gilbert) : Bill Weller, le père de Kurt et Sarah (10 épisodes)
- Johnny Whitworth (VF : Olivier Augrond) : Markos, l'homme mystérieux (6 épisodes)
- Michael Gaston (VF : Patrick Borg) : Tom Carter, directeur adjoint de la CIA[3] (7 épisodes)
- Joe Dinicol (VF : Paolo Domingo) : David Wagner, petit ami de Patterson[4] (6 épisodes)
- Aimee Carrero (VF : Juliette Allain)  : Ana Montes[5] (épisodes 6 et 23)
- Lou Diamond Phillips (VF : Loïc Houdré) : Saúl Guerrero[6] (épisodes 7 et 9)
- François Arnaud (VF : Benjamin Egner) : Oscar[7] (16 épisodes)
- Gaius Charles (VF : Xavier Thiam) : Charlie Napier, sergent de l'armée[8] (épisode 12)
- Afton Williamson (VF : Alice Taurand) : Kara Sloane[9] (épisodes 10 et 13)
- Trieste Kelly Dunn (VF : Laëtitia Lefebvre) : Allison Knight, U.S. Marshall[10] (7 épisodes)
- Aaron Abrams (VF : Laurent Larcher) : Matthew Weitz, Assistant du procureur[11] (épisodes 14, 17 et 21)
- Julie Cavaliere (VF : Jessica Monceau) : technicienne (épisode 3)
- Sarita Choudhury (VF : Anne Canovas) : Sofia Varma, directrice politique adjointe de la Maison Blanche

## Liste des épisodes

### Épisode 1:Le Mystère dans la peau
- États-Unis /  Canada : 21 septembre 2015 sur NBC[12],[13] / CTV[14]
- Québec : 24 août 2016 sur AddikTV[15]
- Suisse : 3 septembre 2016 sur RTS Un[16]
- Belgique : 8 septembre 2016 sur La Une[17]
- France : 13 septembre 2016 sur TF1[18].

- États-Unis : 10,61 millions de téléspectateurs[19] (première diffusion)
- Canada : 2,188 millions de téléspectateurs[20] (première diffusion + différé 7 jours)
- France : 5,22 millions de téléspectateurs[21] (première diffusion)

### Épisode 2:Mission secrète
- États-Unis /  Canada : 28 septembre 2015 sur NBC / CTV
- Québec : 31 août 2016 sur AddikTV
- Suisse : 3 septembre 2016 sur RTS Un
- Belgique : 8 septembre 2016 sur La Une
- France : 13 septembre 2016 sur TF1

- États-Unis : 9,11 millions de téléspectateurs[22] (première diffusion)
- Canada : 2,092 millions de téléspectateurs[23] (première diffusion + différé 7 jours)
- France : 4,41 millions de téléspectateurs[21] (première diffusion)

### Épisode 3:Une pièce du puzzle
- États-Unis /  Canada : 5 octobre 2015 sur NBC / CTV
- Suisse : 4 septembre 2016 sur RTS Un
- Québec : 7 septembre 2016 sur AddikTV
- Belgique : 8 septembre 2016 sur La Une
- France : 13 septembre 2016 sur TF1

- États-Unis : 9,06 millions de téléspectateurs[24] (première diffusion)
- Canada : 2,207 millions de téléspectateurs[25] (première diffusion + différé 7 jours)
- France : 3,42 millions de téléspectateurs[21] (première diffusion)

### Épisode 4:La Mort dans l'air
- États-Unis /  Canada : 12 octobre 2015 sur NBC / CTV
- Suisse : 10 septembre 2016 sur RTS Un
- Québec : 14 septembre 2016 sur AddikTV
- Belgique : 15 septembre 2016 sur La Une
- France : 20 septembre 2016 sur TF1

- États-Unis : 8,45 millions de téléspectateurs[26] (première diffusion)
- Canada : 1,769 million de téléspectateurs[27] (première diffusion + différé 7 jours)
- France : 4,48 millions de téléspectateurs[28](première diffusion)

### Épisode 5:Double jeu
- États-Unis /  Canada : 19 octobre 2015 sur NBC / CTV Two
- Suisse : 10 septembre 2016 sur RTS Un
- Belgique : 15 septembre 2016 sur La Une
- France : 20 septembre 2016 sur TF1
- Québec : 21 septembre 2016 sur AddikTV

- États-Unis : 7,82 millions de téléspectateurs[29] (première diffusion)
- France : 3,84 millions de téléspectateurs[30](première diffusion)

### Épisode 6:Hors de contrôle
- États-Unis /  Canada : 26 octobre 2015 sur NBC / CTV
- Suisse : 11 septembre 2016 sur RTS Un
- Belgique : 15 septembre 2016 sur La Une
- France : 20 septembre 2016 sur TF1
- Québec : 28 septembre 2016 sur AddikTV

- États-Unis : 7,91 millions de téléspectateurs[31] (première diffusion)
- Canada : 1,621 million de téléspectateurs[32] (première diffusion + différé 7 jours)
- France : 2,96 millions de téléspectateurs[33](première diffusion)

### Épisode 7:La Traque
- États-Unis /  Canada : 2 novembre 2015 sur NBC / CTV
- Suisse : 17 septembre 2016 sur RTS Un
- Belgique : 22 septembre 2016 sur La Une
- France : 27 septembre 2016 sur TF1
- Québec : 5 octobre 2016 sur AddikTV

- États-Unis : 8,02 millions de téléspectateurs[34] (première diffusion)
- Canada : 1,728 million de téléspectateurs[35] (première diffusion + différé 7 jours)
- France : 4,43 millions de téléspectateurs[36]

- Lou Diamond Phillips (Saul Guerrero)

### Épisode 8:Maîtres chanteurs
- États-Unis /  Canada : 9 novembre 2015 sur NBC / CTV
- Suisse : 17 septembre 2016 sur RTS Un
- Belgique : 22 septembre 2016 sur La Une
- France : 27 septembre 2016 sur TF1
- Québec : 12 octobre 2016 sur AddikTV

- États-Unis : 7,67 millions de téléspectateurs[37] (première diffusion)
- Canada : 1,542 million de téléspectateurs[38] (première diffusion + différé 7 jours)
- France : 4,43 millions de téléspectateurs[36]

### Épisode 9:Un couple de choc
- États-Unis /  Canada : 16 novembre 2015 sur NBC / CTV
- Suisse : 18 septembre 2016 sur RTS Un
- Belgique : 22 septembre 2016 sur La Une
- France : 27 septembre 2016 sur TF1
- Québec : 19 octobre 2016 sur AddikTV

- États-Unis : 7,74 millions de téléspectateurs[39] (première diffusion)
- Canada : 1,675 million de téléspectateurs[40] (première diffusion + différé 7 jours)

### Épisode 10:Les espionnes qui venaient du froid
- États-Unis /  Canada : 23 novembre 2015 sur NBC / CTV
- Belgique : 22 septembre 2016 sur La Une
- Suisse : 24 septembre 2016 sur RTS Un
- France : 4 octobre 2016 sur TF1
- Québec : 26 octobre 2016 sur AddikTV

- États-Unis : 7,03 millions de téléspectateurs[41] (première diffusion)
- Canada : 1,524 million de téléspectateurs[42] (première diffusion + différé 7 jours)
- France : 4,32 millions de téléspectateurs[43]

Dernier épisode avant la pause hivernale.

### Épisode 11:Atterrissage difficile
- États-Unis /  Canada : 29 février 2016 sur NBC[44] / CTV
- Suisse : 24 septembre 2016 sur RTS Un
- Belgique : 29 septembre 2016 sur La Une
- France : 4 octobre 2016 sur TF1
- Québec : 2 novembre 2016 sur AddikTV

- États-Unis : 6,85 millions de téléspectateurs[45] (première diffusion)
- Canada : 1,791 million de téléspectateurs[46] (première diffusion + différé 7 jours)

Première de la saison printanière.

### Épisode 12:Super soldat
- États-Unis /  Canada : 7 mars 2016 sur NBC / CTV
- Suisse : 25 septembre 2016 sur RTS Un
- Belgique : 29 septembre 2016 sur La Une
- France : 4 octobre 2016 sur TF1
- Québec : 9 novembre 2016 sur AddikTV

- États-Unis : 6,59 millions de téléspectateurs[47] (première diffusion)
- Canada : 1,813 million de téléspectateurs[48] (première diffusion + différé 7 jours)

### Épisode 13:Trouver la taupe
- États-Unis /  Canada : 14 mars 2016 sur NBC / CTV
- Belgique : 29 septembre 2016 sur La Une
- Suisse : 1er octobre 2016 sur RTS Un
- France : 11 octobre 2016 sur TF1
- Québec : 16 novembre 2016 sur AddikTV

- États-Unis : 6,25 millions de téléspectateurs[49] (première diffusion)
- Canada : 1,67 million de téléspectateurs[50] (première diffusion + différé 7 jours)
- France : 4,11 millions de téléspectateurs[51]

### Épisode 14:La méfiance règne
- États-Unis /  Canada : 21 mars 2016 sur NBC / CTV
- Belgique : 29 septembre 2016 sur La Une
- Suisse : 1er octobre 2016 sur RTS Un
- France : 11 octobre 2016 sur TF1
- Québec : 23 novembre 2016 sur AddikTV

- États-Unis : 5,89 millions de téléspectateurs[52] (première diffusion)
- Canada : 1,536 million de téléspectateurs[53] (première diffusion + différé 7 jours)

### Épisode 15:L'Art de l'ultimatum
- États-Unis /  Canada : 28 mars 2016 sur NBC / CTV
- Suisse : 1er octobre 2016 sur RTS Un
- Belgique : 6 octobre 2016 sur La Une
- France : 11 octobre 2016 sur TF1
- Québec : 30 novembre 2016 sur AddikTV

- États-Unis : 5,99 millions de téléspectateurs[54] (première diffusion)
- Canada : 1,622 million de téléspectateurs[55] (première diffusion + différé 7 jours)

### Épisode 16:Menace toxique
- États-Unis /  Canada : 4 avril 2016 sur NBC / CTV
- Belgique : 6 octobre 2016 sur La Une
- Suisse : 8 octobre 2016 sur RTS Un
- France : 18 octobre 2016 sur TF1
- Québec : 7 décembre 2016 sur AddikTV

- États-Unis : 5,54 millions de téléspectateurs[56] (première diffusion)
- Canada : 1,468 million de téléspectateurs[57] (première diffusion + différé 7 jours)
- France : 3,91 millions de téléspectateurs[58]

### Épisode 17:Un dernier message
- États-Unis /  Canada : 11 avril 2016 sur NBC / CTV
- Belgique : 6 octobre 2016 sur La Une
- Suisse : 8 octobre 2016 sur RTS Un
- France : 18 octobre 2016 sur TF1
- Québec : 14 décembre 2016 sur AddikTV

- États-Unis : 5,53 millions de téléspectateurs[59] (première diffusion)
- Canada : 1,215 million de téléspectateurs[60] (première diffusion + différé 7 jours)

### Épisode 18:Opération de haut vol
- États-Unis /  Canada : 18 avril 2016 sur NBC / CTV
- Belgique : 6 octobre 2016 sur La Une
- Suisse : 9 octobre 2016 sur RTS Un
- France : 18 octobre 2016 sur TF1
- Québec : 4 janvier 2017 sur AddikTV

- États-Unis : 5,46 millions de téléspectateurs[61] (première diffusion)
- Canada : 1,517 million de téléspectateurs[62] (première diffusion + différé 7 jours)

### Épisode 19:Match sans retour
- États-Unis /  Canada : 25 avril 2016 sur NBC / CTV
- Belgique : 13 octobre 2016 sur La Une
- Suisse : 15 octobre 2016 sur RTS Un
- France : 25 octobre 2016 sur TF1
- Québec : 11 janvier 2017 sur AddikTV

- États-Unis : 5,58 millions de téléspectateurs[63] (première diffusion)
- Canada : 1,577 million de téléspectateurs[64] (première diffusion + différé 7 jours)

### Épisode 20:Pour un dessin
- États-Unis /  Canada : 2 mai 2016 sur NBC / CTV
- Belgique : 13 octobre 2016 sur La Une
- Suisse : 15 octobre 2016 sur RTS Un
- France : 25 octobre 2016 sur TF1
- Québec : 18 janvier 2017 sur AddikTV

- États-Unis : 5,43 millions de téléspectateurs[65] (première diffusion)
- Canada : 1,427 million de téléspectateurs[66] (première diffusion + différé 7 jours)

### Épisode 21:Piratage
- États-Unis /  Canada : 9 mai 2016 sur NBC / CTV
- Belgique : 13 octobre 2016 sur La Une
- Suisse : 16 octobre 2016 sur RTS Un
- France : 25 octobre 2016 sur TF1
- Québec : 25 janvier 2017 sur AddikTV

- États-Unis : 5,61 millions de téléspectateurs[67] (première diffusion)
- Canada : 1,459 million de téléspectateurs[68] (première diffusion + différé 7 jours)

### Épisode 22:Taylor Shaw, affaire classée/Une vie pour une autre
- États-Unis /  Canada : 16 mai 2016 sur NBC / CTV
- Belgique : 20 octobre 2016 sur La Une
- Suisse : 22 octobre 2016 sur RTS Un
- France : 1er novembre 2016 sur TF1
- Québec : 1er février 2017 sur AddikTV

- États-Unis : 5,27 millions de téléspectateurs[69] (première diffusion)
- Canada : 1,215 million de téléspectateurs[70] (première diffusion + différé 7 jours)

### Épisode 23:Rendez-vous de l'autre côté
- États-Unis /  Canada : 23 mai 2016 sur NBC / CTV
- Belgique : 20 octobre 2016 sur La Une
- Suisse : 22 octobre 2016 sur RTS Un
- France : 1er novembre 2016 sur TF1
- Québec : 8 février 2017 sur AddikTV

- États-Unis : 5,85 millions de téléspectateurs[71] (première diffusion)
- Canada : 1,539 million de téléspectateurs[72] (première diffusion + différé 7 jours)

## Audiences en France
| No épisode | Épisode                                                           | Chaîne | Date de diffusion         | Audiences (en téléspectateurs) | Part d'audiences globales (M = Moyenne de la soirée) | Ref    |
| ---------- | ----------------------------------------------------------------- | ------ | ------------------------- | ------------------------------ | ---------------------------------------------------- | ------ |
| 1          | Pilot / Le mystère dans la peau                                   | TF1    | 13 septembre 2016 à 20h50 | 5 220 000                      | 22 %                                                 | [ 73 ] |
| 2          | A Stray Howl / Mission secrète                                    | TF1    | 13 septembre 2016 à 21h35 | 4 410 000                      | 21 %                                                 | [ 74 ] |
| 3          | Eight Slim Grins / Une pièce du puzzle                            | TF1    | 13 septembre 2016 à 22h25 | 3 420 000                      | 26,7 %                                               | [ 75 ] |
| 4          | Bone May Rot / La mort dans l'air                                 | TF1    | 20 septembre 2016 à 20h40 | 4 480 000                      | 18,8 %                                               | [ 76 ] |
| 5          | Split the Law / Double jeu                                        | TF1    | 20 septembre 2016 à 21h35 | 3 840 000                      | 18,3 %                                               | [ 77 ] |
| 6          | Cede Your Soul / Hors de contrôle                                 | TF1    | 20 septembre 2016 à 22h25 | 2 960 000                      | 22,5 %                                               | [ 78 ] |
| 7          | Sent on Tour / La traque                                          | TF1    | 27 septembre 2016 à 20h40 | 4 430 000                      | 18,4 %                                               | [ 79 ] |
| 8          | Persecute Envoys / Maîtres chanteurs                              | TF1    | 27 septembre 2016 à 21h25 | 3 660 000                      | 16,9 %                                               | [ 80 ] |
| 9          | Authentic Flirt / Un couple de choc                               | TF1    | 27 septembre 2016 à 22h25 | 2 900 000                      | 19,5 %                                               | [ 81 ] |
| 10         | Evil Handmade Instrument / Les espionnes qui venaient du froid    | TF1    | 4 octobre 2016 à 20h55    | 4 320 000                      | 17,2 %                                               | [ 82 ] |
| 11         | Cease Forcing Enemy / Atterrissage difficile                      | TF1    | 4 octobre 2016 à 21h35    | 3 660 000                      | 16.8 %                                               | [ 83 ] |
| 12         | Scientists Hollow Fortune / Super soldat                          | TF1    | 4 octobre 2016 à 22h25    | 2 800 000                      | 22.1 %                                               | [ 84 ] |
| 13         | Erase Weary Youth / Trouver la taupe                              | TF1    | 11 octobre 2016 à 20h55   | 4 110 000                      | 17.1 %                                               | [ 85 ] |
| 14         | Rules in Defiance / La méfiance règne                             | TF1    | 11 octobre 2016 à 21h35   | 3 270 000                      | 15.4 %                                               | [ 86 ] |
| 15         | Older Cutthroat Canyon / L'art de l'ultimatum                     | TF1    | 11 octobre 2016 à 22h25   | 2 700 000                      | 21.8 %                                               | [ 87 ] |
| 16         | Any Wounded Thief / Menace toxique                                | TF1    | 18 octobre 2016 à 20h55   | 3 910 000                      | 15.8 %                                               | [ 88 ] |
| 17         | Mans Telepathic Loyal Lookouts / Un dernier message               | TF1    | 18 octobre 2016 à 21h35   | 3 300 000                      | 15.2 %                                               | [ 89 ] |
| 18         | One Begets Technique / Opération de haut vol                      | TF1    | 18 octobre 2016 à 22h25   | 2 510 000                      | 18.8 %                                               | [ 90 ] |
| 19         | In the Comet of Us / Match sans retour                            | TF1    | 25 octobre 2016 à 20h55   | 3 997 000                      | 15.9 %                                               | [ 91 ] |
| 20         | Swift Hardhearted Stone / Pour un dessin                          | TF1    | 25 octobre 2016 à 21h35   | 3 380 000                      | 14.6 %                                               | [ 92 ] |
| 21         | Of Whose Uneasy Route / Piratage                                  | TF1    | 25 octobre 2016 à 22h25   | 2 970 000                      | 20.2 %                                               | [ 93 ] |
| 22         | If Love a Rebel, Death Will Render / Taylor Shaw, affaire classée | TF1    | 1er novembre 2016 à 20h55 | 4 110 000                      | 15.1 %                                               | [ 94 ] |
| 23         | Why Await Life's End / Rendez-vous de l'autre côté                | TF1    | 1er novembre 2016 à 21h35 | 3 740 000                      | 15.5 %                                               | [ 95 ] |